# Stenoma mundula
Stenoma mundula es una especie de polilla del género Stenoma, orden Lepidoptera.
Fue descrita científicamente por Meyrick en 1916.

## Descripción
Es de hábitos nocturnos y su envergadura es de 16 a 18 mm.

## Distribución
Stenoma mundula habita en el continente de América, en Guayana Francesa.